# Волтемстоу
Волтемстоу (англ. Walthamstow) — великий приміський район у лондонському боро Волтем-Форест, розташований за 10,3 км на північний схід від Чарінг-кросс. На півночі Волтемстоу межує з Чінгфордом, на півдні — з Лейтоном і Лейтонстоуном, на сході — з південною частиною лісу Еппінг, на заході — з Тоттенемом і долиною річки Лі. Лейтон-хай-роуд, Хоу-стріт, Чінгфорд-роуд і Чінгфорд-маунт складають частину стародавньої дороги від Лондона до Волтемського абатства.

## Історія
Перші згадки про Волтемстоу відносяться до 1075 року (Wilcumestowe — «The Place of Welcome») та 1086 року (Domesday Book: Wilcumestou). У 1213 році Шерн-гол (нині — Шернолл-стріт, відвідав Іоанн Безземельний; ця пам'ятка зберігалася аж до 1896 року. Тривалий час Волтемстоу являв собою групу з п'яти невеликих сільських поселень, жителі яких загальні проблеми обговорювали у Вестрі-хаусі. Міська ратуша була побудована тут у 1870 році, коли селище розрослося до розмірів великого передмістя.

## Пам'ятки
У Волтемстоу розташовані три музеї:
- William Morris Gallery (присвячений прерафаеліту Вільяму Моррісу)
- Pump House Museum (музей історії транспорту)
- Vestry House Museum (музей місцевої історії), який в 2006 році відзначив своє 75-річчя

### Галерея

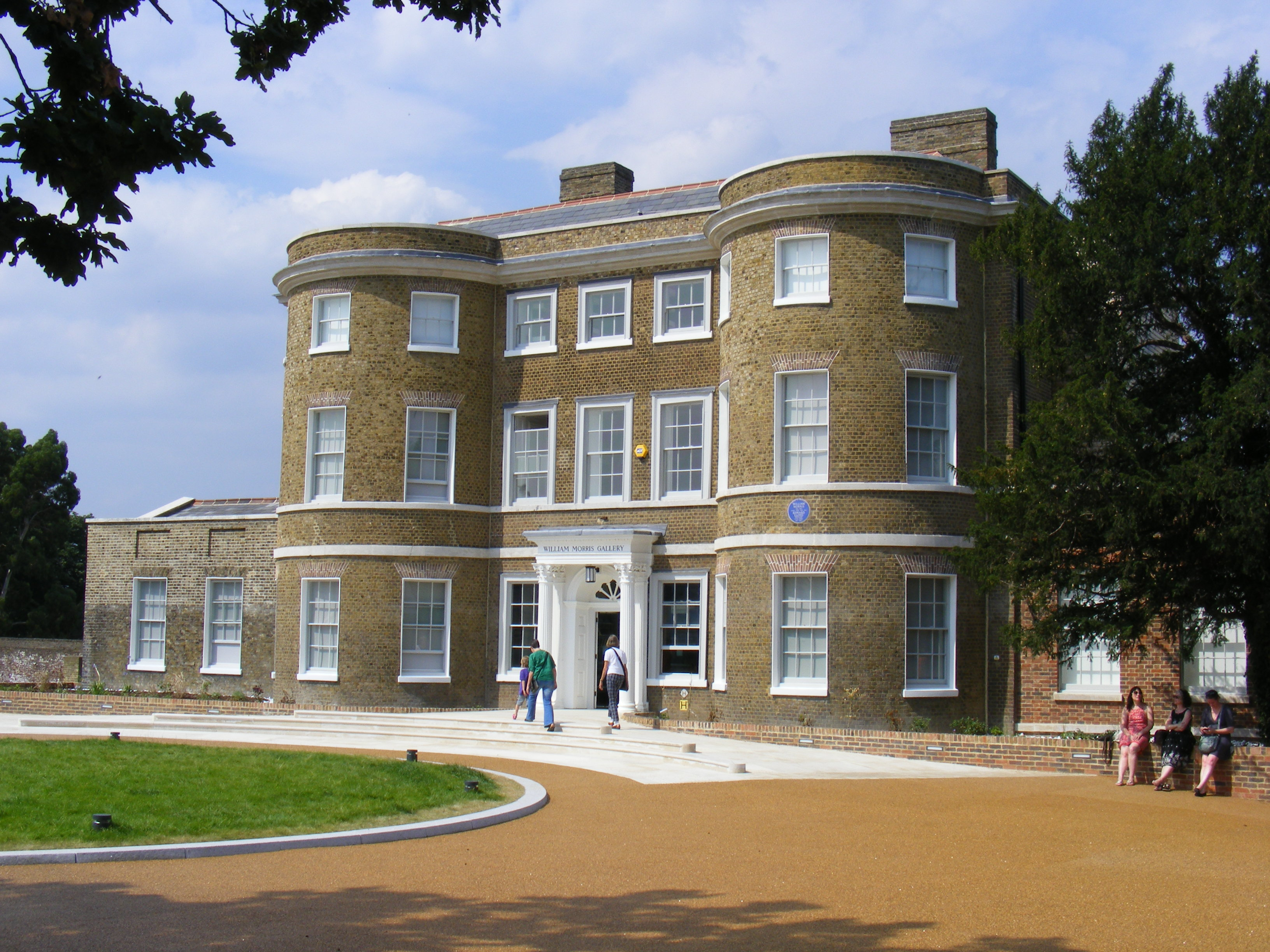
William Morris Gallery
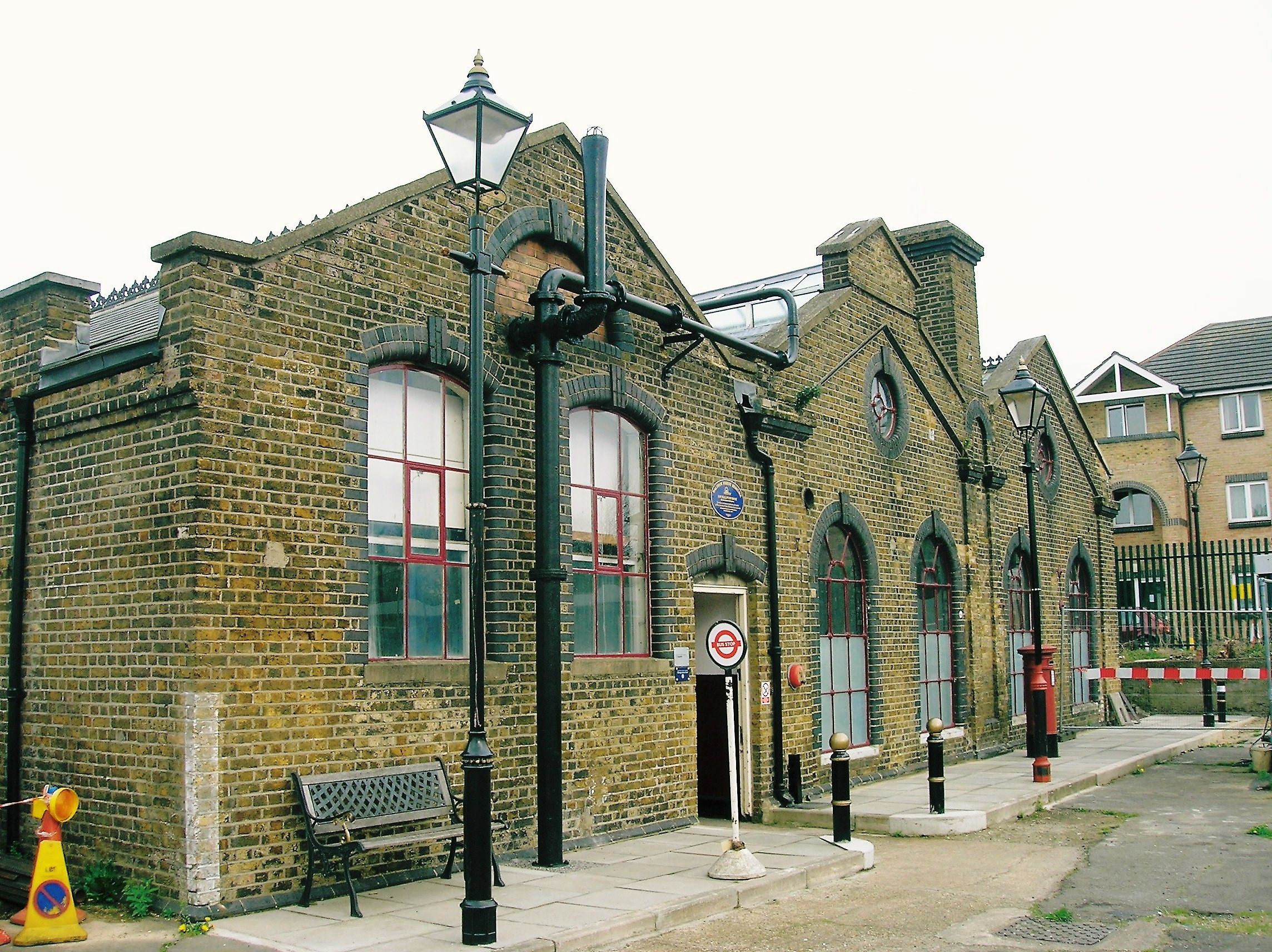
Walthamstow Pumphouse Museum
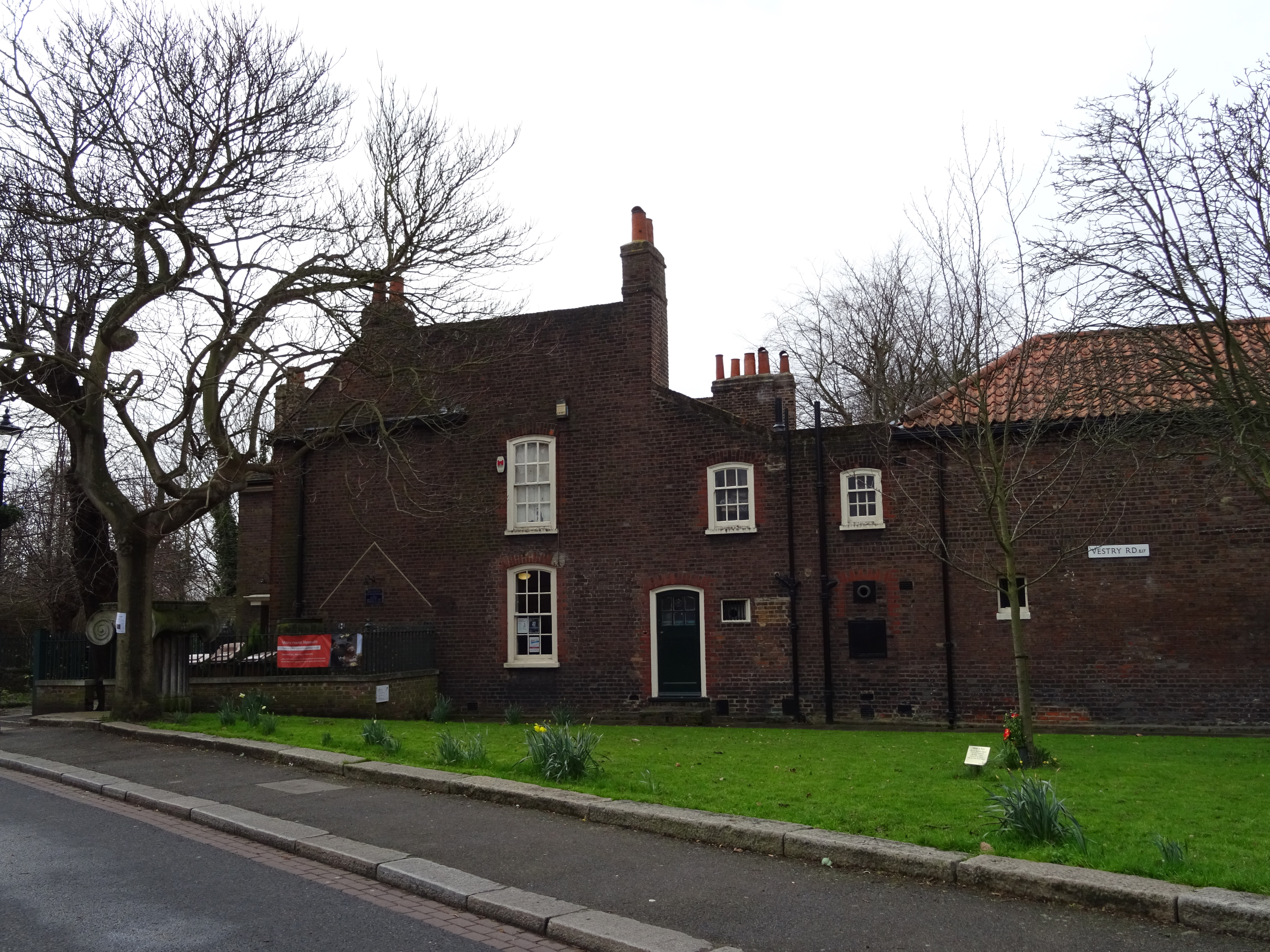
Vestry House Museum

## Волтемстоу в популярній музиці
1947 — Мік Бокс, засновник і гітарист групи Uriah Heep, народився у Волтемстоу.
1957 — Філ Коллен, гітарист групи Def Leppard, народився у Волтемстоу [Архівовано 1 червня 2020 у Wayback Machine.].
1958 — Пол Ді'Анно, британський співак і автор пісень, найбільш відомий як перший студійний вокаліст британського хеві-метал гурту Iron Maiden 1978—1981.
1973 — народилася актриса і телеведуча Данніелла Вестбрук.
1992 — У Волтемстоу утворився бой-бенд East 17, який свій дебютний альбом назвав Walthamstow, на честь своєї «малої батьківщини». Альбом вийшов на 1-ше місце в Британії.
1994 — Фотографії в буклеті альбому Parklife групи Blur були зроблені на Walthamstow Stadium.
2012 — На новому альбомі Roses ірландської групи The Cranberries є пісня «Waiting in Walthamstow» («Очікування у Волтемстоу»).